# 台中市公車14路
台中市公車14路行駛自干城站至舊庄，由台中客運營運。主線主要行駛於昌平路，部分班次延駛至南清宮；副線繞駛大雅，部分班次延駛至大圳厚生路口。頂二分埔站可步行約200公尺至四維國小站(二分埔)轉乘捷運綠線。

## 歷史
- 2006年6月26日：台中客運34路（綠川東站─陸光九村）因部分路段與14路（綠川東站─東寶社區）相同，與其整併後停駛。
- 2013年4月1日：原起站行駛迄點「東寶社區」，自此日起分別延駛至「舊庄」（主線）與「神岡區公所」（副線）。[1]
- 2013年5月9日：原「大富路」及「大德一大富路口」因台中第十四期市地重劃區而永久封閉大富路部分路段，取消其站位。[2]
- 2013年6月1日：原行駛「民族路（今昌平路三段）－大德路－大明路－昌平路」之路段，改直行「民族路－昌平路二段」，「東寶社區」站改設在民族路（今昌平路三段，站牌設於喜美超市前及其對面）並恢復「上七張犁」站位。[3]
- 2013年6月10日：主副線「中市警察局第五分局」站位更名為「北屯國小（北屯路）」。
- 2013年10月：新增14副區間車（大雅→綠川東站）。為尖峰時刻部分路線增開班次，寒暑假停駛。
- 2014年3月1日：主副線新增「三民錦中街口」站位。
- 2014年6月1日：主副線裁撤「下頭張」站位，併入「頭張（昌平路）」站。
- 7月：主副線「四民頂街」更名為「四民頂街（四平路）」及「四民頂街（昌平路）」、「四張犁」更名為「四張犁（后庄路）」及「四張犁（昌平路）」。
- 2014年9月1日：主線平日部分班次延駛至「南清宮」。[4]
- 2014年10月1日：主副線「西寶里」更名為「西員寶」。
- 2014年11月28日：14路副線原昌平路（「環中路－大德一路」路段）路段改行駛「昌平路二段－環中路－大富路－大德一路－昌平路三段」，移除「東寶社區」站，增設「大富路」、「大德一大富路口」、「東寶社區（大德一路）」，並調整發車時刻。[5]
- 2014年12月15日：主線「東寶社區」站更名為「東寶社區（昌平路）」。
- 2015年3月1日：主線與副線取消「第一信用」站位併入「彰化銀行（臺灣大道）」站。[6]
- 2015年5月1日：主線新增「和睦路807巷口」；副線新增「雅潭雅環路口」。[7]
- 2015年6月1日：原「陸光八村」站位恢復停靠，並更名為「仁美里（昌平路）」。[8]
- 2015年9月1日：主線加停「昌平雅潭路口」。[9]
- 2015年10月5日：主線調整平日發車時刻表，原9:00及19:00由綠川東站發車之班次，延駛至南清宮；原10:40及20:30由舊庄發車之班次更於南清宮發車。[10]
- 2015年11月1日：主線調整發車時刻表，取消假日時刻表，一律使用平日時刻表，原19:00由綠川東站發車進南清宮之班次，改為18:00由綠川東站發車進南清宮。[11]
- 2016年1月4日：因應14期重劃區工程，主副線調整動線，暫時裁撤「七張犁」、「上七張犁」站位，主線原「昌平路二段-昌平路三段」區間調整為「昌平路二段-豐樂一街-環中路一段-昌平路二段（今昌平路三段）」，副線原「昌平路二段-環中路一段-大富路」區間調整為「昌平路二段-豐樂一街-大富路」。[12]
- 2016年4月15日：主副線皆調整為單循環路線。[13]
- 2016年4月16日：主副線皆取消單循環路線，恢復綠川東站原本的時刻表。
- 2016年7月1日：主副線皆延駛至「干城站」，取消「綠川東站」，行經「臺中火車站」，並調整發車時刻。主副線往干城站方向皆裁撤「彰化銀行（自由路）」及「合作金庫」，改停「民權繼光街口」（過「臺中州廳」站後，路線改為繼續直行民權路到舊臺中火車站前的建國路）；副線增停「大富環中路口」。[14][15]
- 2017年2月1日：主線調整發車時刻表[16]：原7:00自干城站開往南清宮班次改為6:05自干城站開往南清宮；原20:50干城站發車之班次停駛；原22:10(末班車)干城站發車時間調整為22:25；原7:10南清宮發車時間調整為7:30；原11:00與11:50舊庄發車時間調整為11:20與12:10。
- 2017年2月20日：主線調整發車時刻表[17]：原6:25及6:50舊庄發車時間調整為6:10及6:35；原7:30南清宮發車時間調整為7:10；
- 2017年3月1日：因應14期重劃區工程，主副線恢復原行駛動線，並恢復停靠「七張犁」、「上七張犁」站位。[18]
- 2018年9月1日：主線（含延線）「庄尾」站更名為「庄尾（和睦路）」。[19]
- 2019年1月1日：主副線「臺中火車站」去程、回程分別更名為「臺中車站（臺灣大道）」、「臺中車站（民族路口）」。
- 2019年10月1日：副線調整發車時刻。
- 2019年10月16日：副線部分班次神岡端點由「神岡區公所」延駛至「大圳厚生路口」，並調整發車時刻，配合增停站位如下：[20][21][22]
  - 單向往大圳厚生路口：「神岡」（往中正路方向之站位）、「神岡農會」。
  - 單向往干城站：「神岡圖書館」、「庄頭」。
  - 雙向：「神圳國中」、「大圳福庄街口」、「庄后里（大圳路）」、「大圳中車路口」、「大圳厚生路口」。
  - 延駛前後有異動時間僅神岡區公所第一班車：延駛前之發車時刻為06:05 發車。
- 2020年2月1日：主線「福德祠」更名為「福德祠(和睦路)」。[23]
- 2020年8月31日：主線「神岡國中」更名為「神岡高工」。
- 2020年10月12日：副線「大雅分駐所」更名為「大雅分局」。
- 2020年11月10日：主線延駛路線增設「大楊油庫」站。[24]
- 2021年5月31日：「一心市場」更名為「三民錦新街口」，「三民錦中街口」更名為「一心市場」。
- 2021年11月15日：因國道一號銜接台74線工程大雅系統交流道匝道橋梁施工改道，自中午12時至111/5/30止長期封閉臺中市北屯區昌平路二段穿越台74線橋下道路，取消停靠「上七張犁」站。[25]
- 2022年6月15日：因應500路幹線公車通車，主線由44班調減平日為38班、假日37班，同時調整副線班次。[26]
  - 14主線：取消舊庄發車之05:40、13:40、17:00班次及干城發車之07:20、15:20、19:00班次，調整舊庄發車之08:40班次→09:00班次、南清宮發車之13:00、16:20班次→13:30、16:30班次及干城發車之06:05班次延駛至南清宮限平日發車、07:00、14:40、18:20、20:10、22:25班次→07:10、15:00、18:40、20:00、22:00班次。
  - 14副線：調整神岡區公所發車之05:55班次→06:10班次及干城發車之19:00班次→19:15班次。
- 2023年2月24日：主線與副線「四張犁(后庄路)」撤除站位。
- 2023年12月4日：調整發車時刻。
- 2024年4月9日：主線與副線增設「昌平路三段248巷口」站位。[27]
- 2024年8月15日：調整發車時刻。[28]
- 2025年3月1日：14（含延一副-副2）「松竹國小」（往北，往光照寺方向）招呼站由松竹國小校門口左側，遷移至校門口右側。另「三分埔」（往北，往光照寺方向，撤銷停靠）改單邊設站。

## 路線基本資料
全程行車里數約24.5公里，全程約80分鐘。往舊庄72站，往干城站72站。
- 去程：自干城站起，沿中區雙十路一段、建國路、臺灣大道一段、興中街、公園路、北區三民路二、三段、北屯區北屯路、昌平路一、二段、潭子區昌平路三段（過東員寶後為大雅區）、昌平路四段、神岡區昌平路五段、中山路、神岡路、中正路、神清路、三民路(神岡區)、和睦路一段、清水區和睦路二段到舊庄；延駛班次續行續沿和睦路二段、楊厝一街、鰲海路到南清宮。副線經過上七張犁後，沿北屯區環中路一段、潭子區大富路一段、大德一路一段、昌平路三段（過東員寶後為大雅區）、雅潭路四段、中清東路、中清路四段、雅環路三、二段、民生路一段、神林路一段、神岡區神林路、神岡東街、神岡路到神岡區公所；副線2續沿神岡路、神清路、大圳路到大圳厚生路口。
- 回程：自舊起，動線與去程相反，過七張犁後，沿四平路、后庄路再回到昌平路，之後的動線與去程相反，過臺中公園（三民路）後，續延西區三民路一段、民權路、中區建國路、東區雙十路一段到干城站；延駛班次自南清宮起，動線與去程相反，經過舊庄後，與主線回程的動線相同；副線自神岡區公所起，沿神岡區神岡路、神林路，之後的動線與去程相反，經過上七張犁後，與主線回程的動線相同；副線2自大圳厚生路口起，動線與去程相反，經過神圳國中後，沿神岡區中山路、神岡路、神林路，之後的動線與去程相反，經過上七張犁後，與主線回程的動線相同。

### 時刻表
- 時刻表僅供參考，請以台中客運網站公告為準。時刻表更新時間為2025年2月15日。

| 台中市公車14路時刻列表 | 台中市公車14路時刻列表 |
| --- | --- |
| 干城站發車 | 舊庄發車 |
| 平日 07:10、08:00、08:30、11:20、12:40、13:30、14:00、16:20、17:00、17:20、18:40、20:00、21:20、22:00 假日 07:10、08:20、11:40、12:40、14:00、16:20、17:20、18:40、20:00、21:20、22:00 | 平日 05:50、06:10、06:35、08:50、09:40、11:20、12:10、14:40、15:10、15:30、15:50、18:20、19:00、19:30 假日 05:50、06:30、08:50、10:00、12:10、14:40、15:30、15:50、18:20、19:30 |
| 台中市公車14延路時刻列表 | |
| 干城站發車 | 南清宮發車 |
| 平日 06:05、09:00、10:25、14:40、18:00 假日 09:00、10:25、14:40、18:00 | 平／假日 07:10、11:00、13:00、16:40、20:30 |
| 台中市公車14副路時刻列表 | |
| 干城站發車 | 神岡區公所發車 |
| 平／假日 06:30、07:35、09:30、12:50、15:35、19:15 | 平／假日 07:55、11:20、14:10、16:10、17:15、19:30 |
| 台中市公車14副2路時刻列表 | |
| 干城站發車 | 大圳厚生路口發車 |
| 平／假日 12:15、17:45 | 平／假日 06:10、10:55 |

### 收費
- 一般市區公車（1～999、綠1～綠4）：依里程計費，收費費率為［2.431×搭乘里程數×（1+5%營業稅）］元。
  - 於基本里程8公里內票價為全票20元、半票11元。
  - 兒童、老人、身心障礙者及其陪伴者依規定半票收費，半票收費費率為原收費費率的一半。
  - 市民限定交通卡：前10公里免費，超過10公里部分票價比照收費費率，且上限為10元。
- 小黃公車（黃1～黃25）：免費。
- 幸福公車（梨山1）：票價比照臺中市計程車收費費率，持電子票證刷卡全程免費。
- 市民小巴（市民小巴1～市民小巴4）：票價比照一般市區公車收費費率，持電子票證刷卡全程免費。

### 停站
- 參見右側站牌路線圖，綠色路段表示行駛優化公車專用道。

## 圖片集

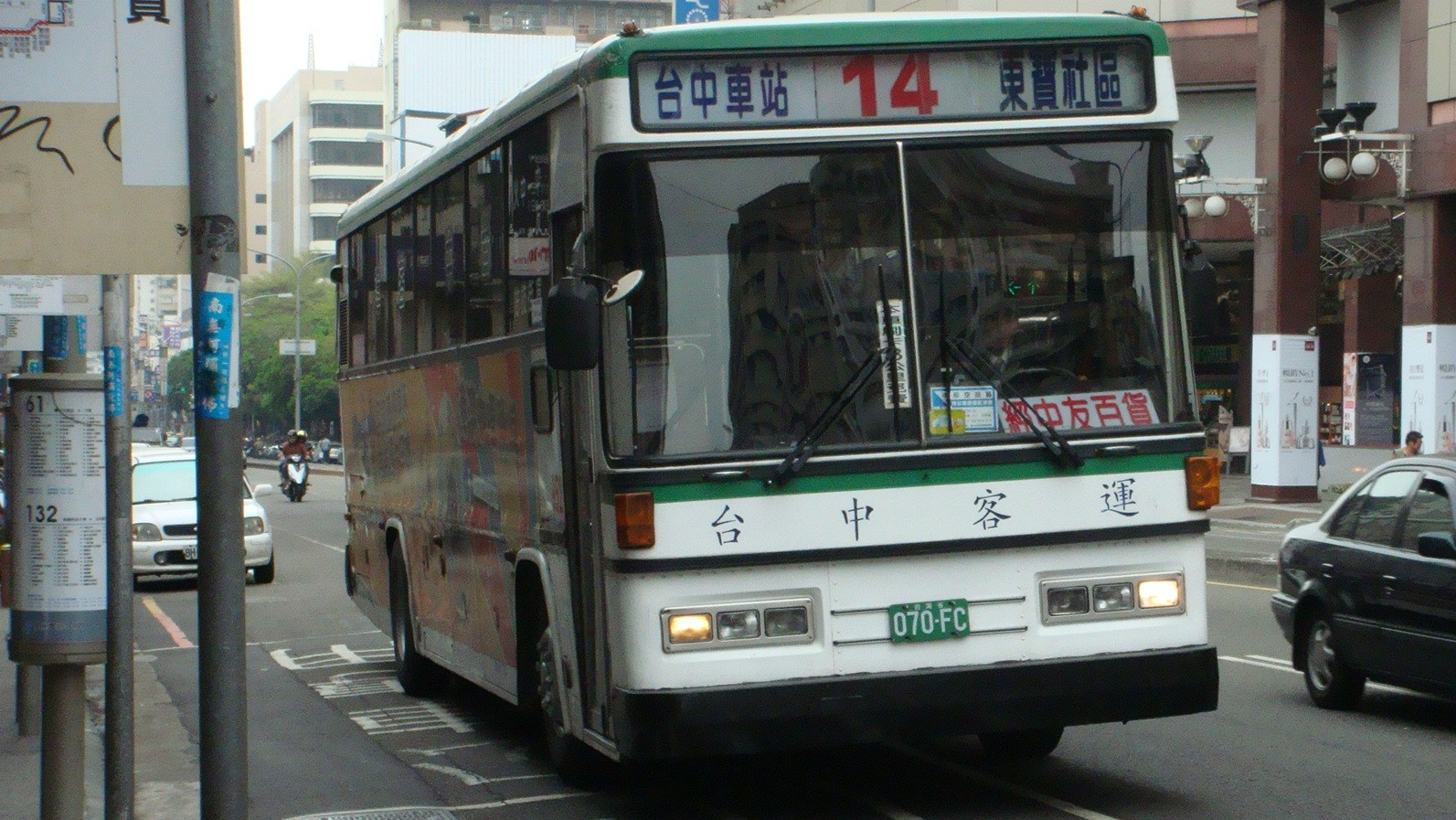
延駛至舊庄前的台中市公車14路（綠川東站-東寶社區）
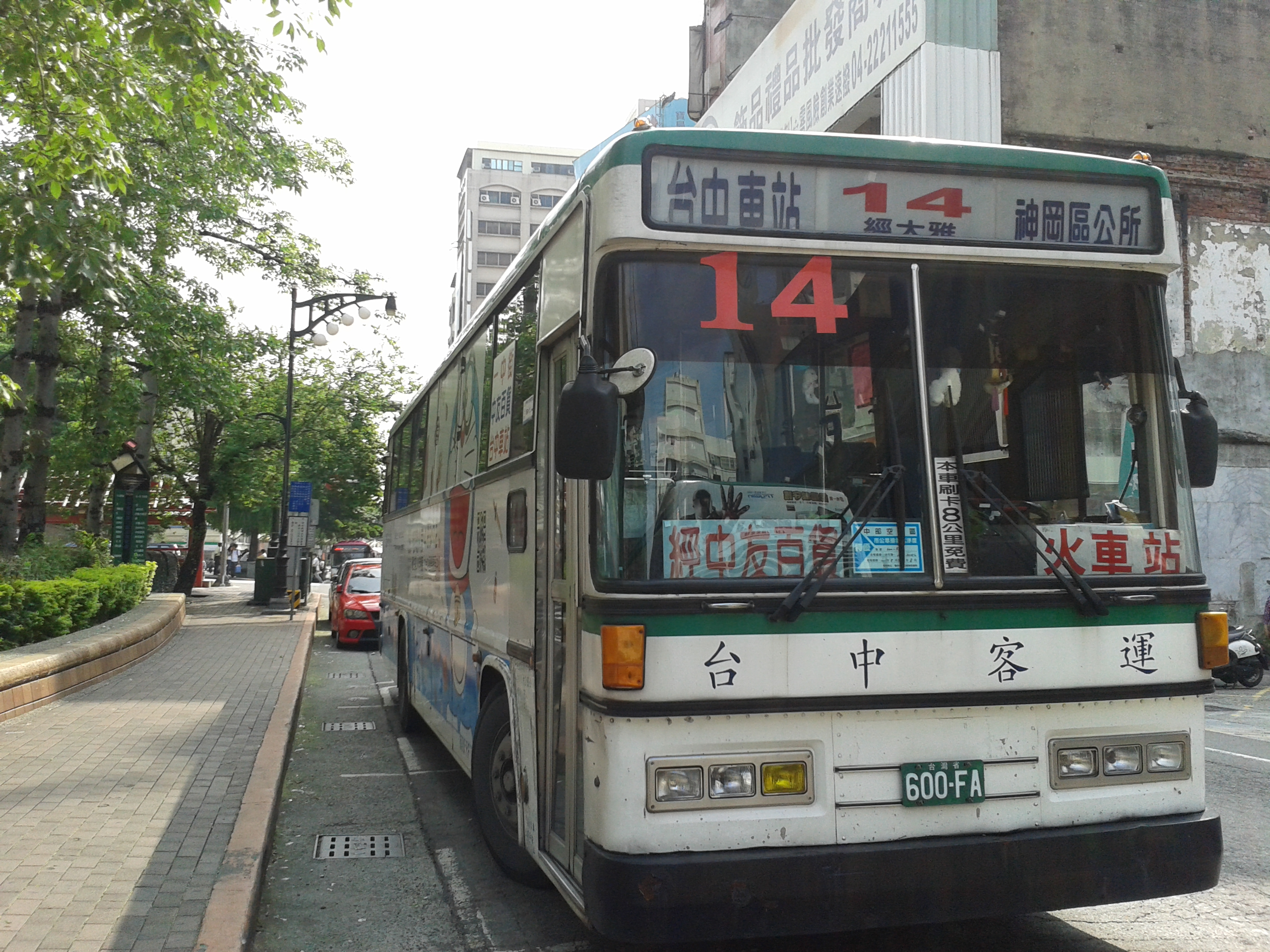
延駛至干城站前的台中市公車14路副線（綠川東站-神岡區公所）
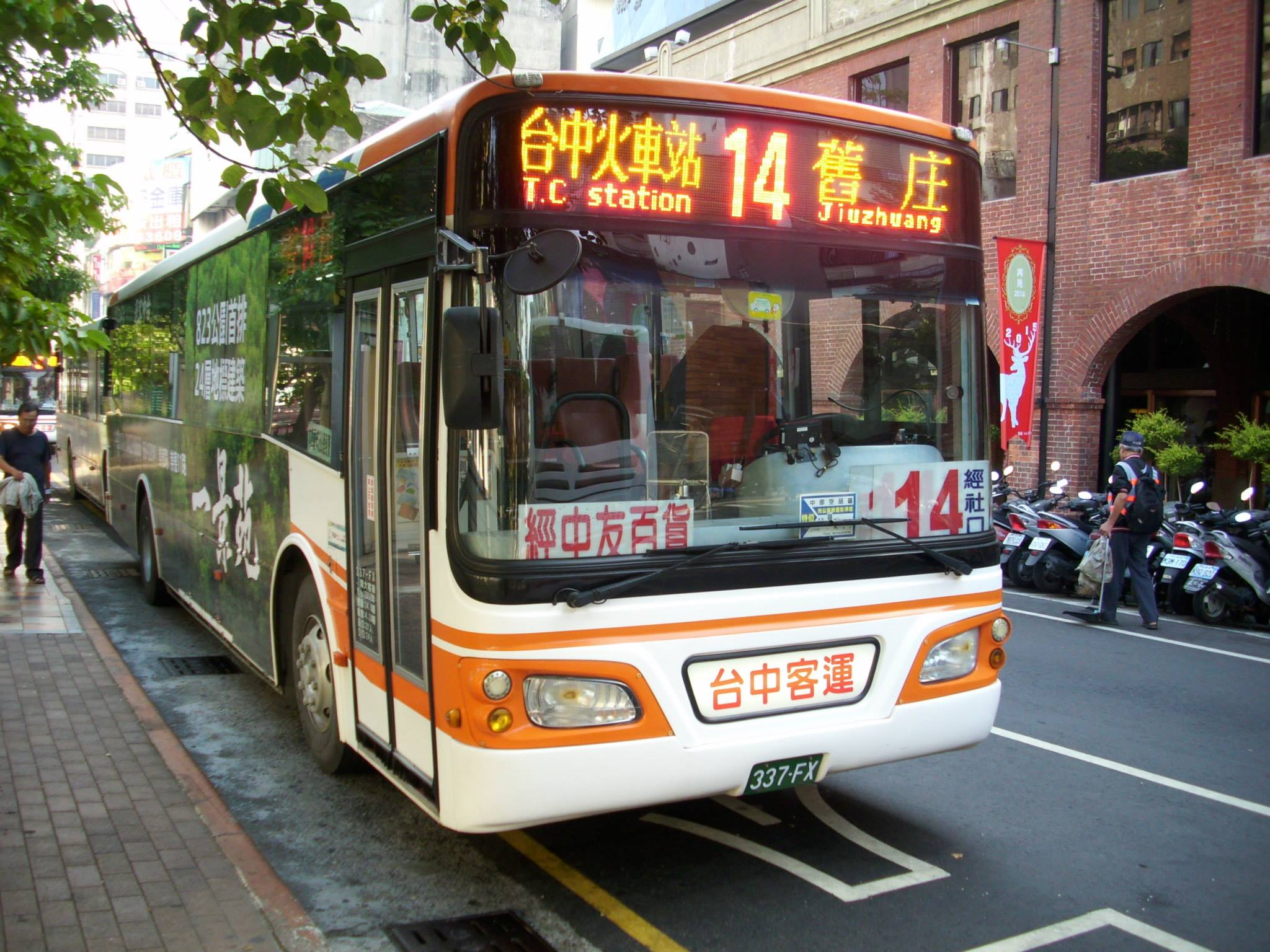
延駛至干城站前的台中市公車14路（綠川東站-舊庄）
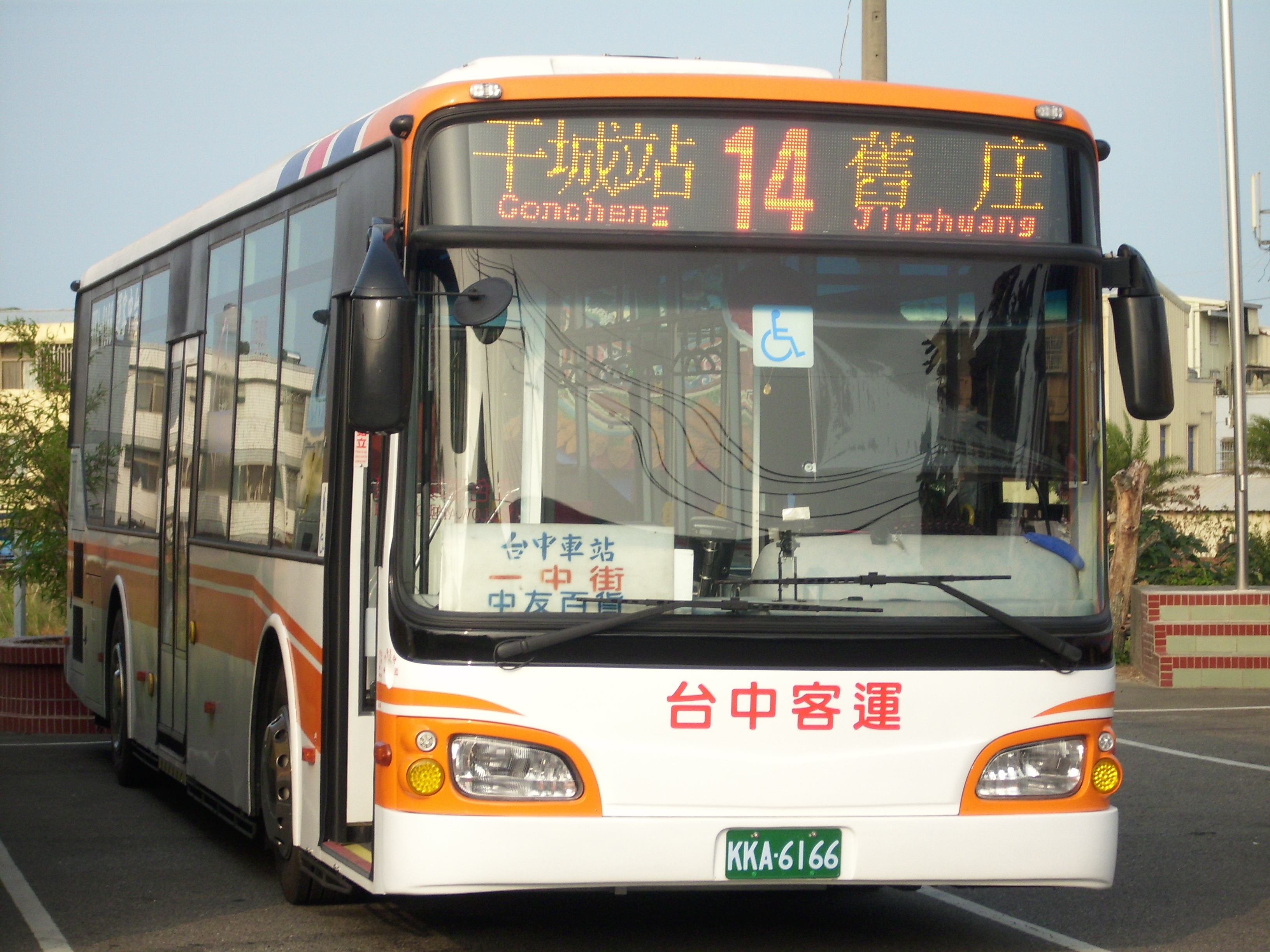
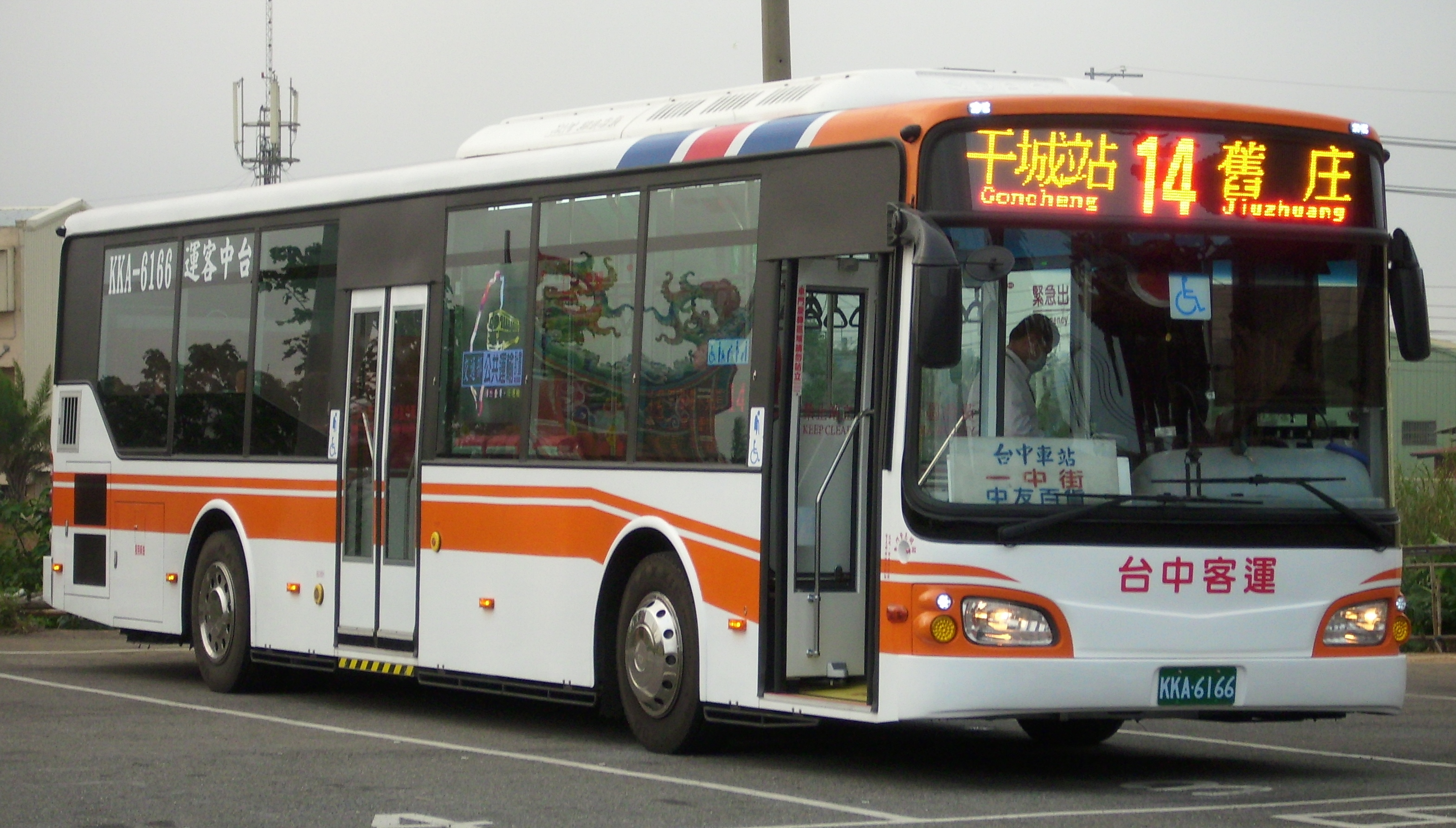
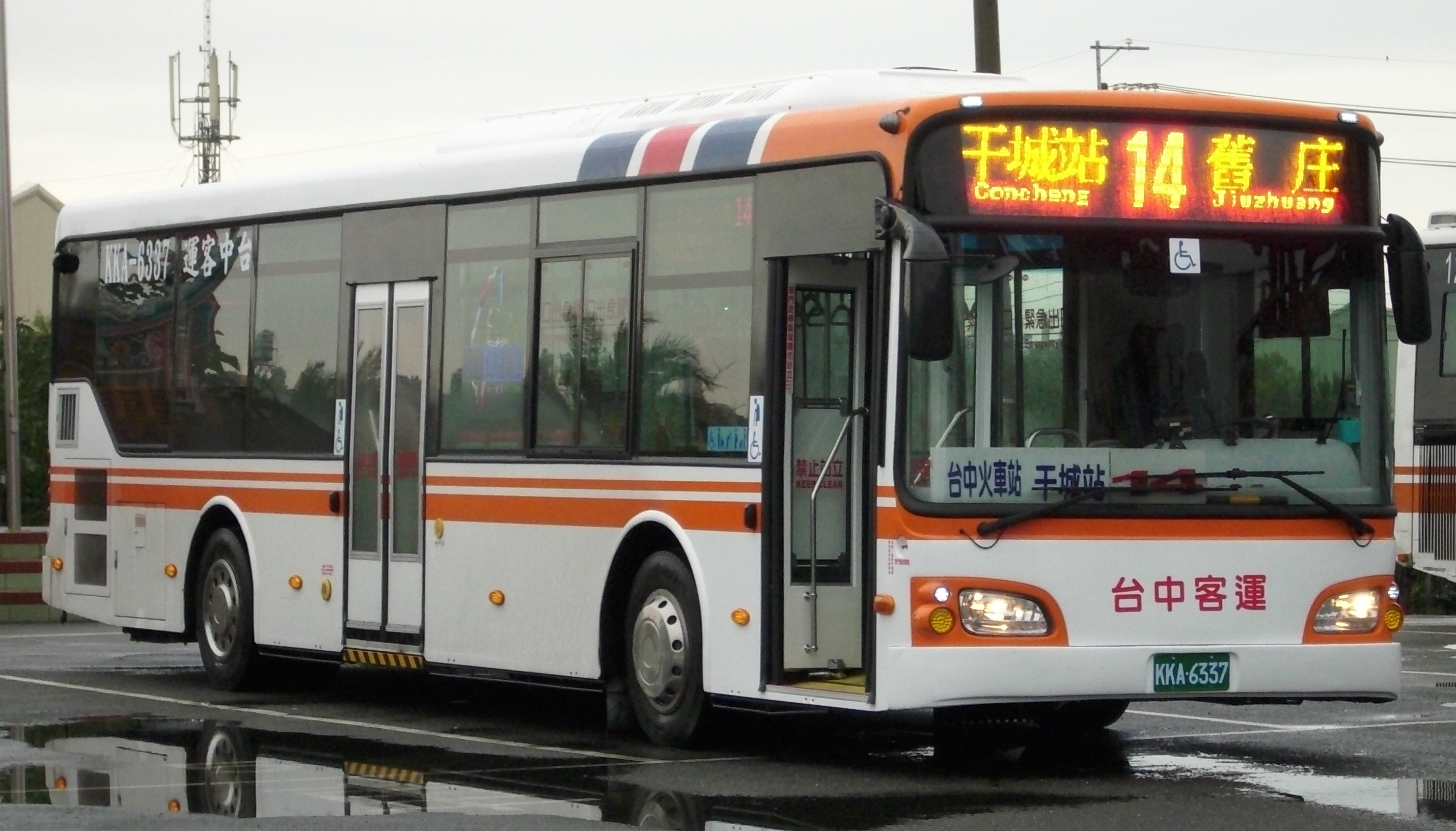